# Сілець (Люблінське воєводство)
Сілець (або Селець, Сільце, пол. Sielec) — село в Польщі, у гміні Лісневичі Холмського повіту Люблінського воєводства. Населення — 507 осіб (2011).

## Історія
Перша згадка про село датується 1431 роком. 1436 року вперше згадується православна церква в селі.
За даними етнографічної експедиції 1869—1870 років під керівництвом Павла Чубинського, у селі здебільшого проживали греко-католики, які розмовляли українською мовою.
1872 року місцева греко-католицька парафія налічувала 346 вірян. 1877 року в селі зведено православну церкву.
15 липня 1938 році польська влада в рамках великої акції руйнування українських храмів на Холмщині і Підляшші знищила місцеву православну церкву 1877 року і дві православні каплиці.
У 1921 році село входило до складу гміни Раколупи Холмського повіту Люблінського воєводства Польської Республіки.
Станом на 10 вересня 1921 року в селі налічувалося 133 будинки та 876 мешканців, з них:
- 423 чоловіки та 453 жінки;
- 480 православних, 189 римо-католиків, 207 юдеїв;
- 401 українець, 317 поляків, 158 євреїв.

У 1943 році в селі проживало 797 українців і 124 поляки. 1943 року польські шовіністи вбили в селі 4 українців.
У 1975—1998 роках село належало до Холмського воєводства.

## Населення
Демографічна структура станом на 31 березня 2011 року:
|          | Загалом | Допрацездатний вік | Працездатний вік | Постпрацездатний вік |
| -------- | ------- | ------------------ | ---------------- | -------------------- |
| Чоловіки | 239     | 45                 | 170              | 24                   |
| Жінки    | 268     | 62                 | 142              | 64                   |
| Разом    | 507     | 107                | 312              | 88                   |

## Особистості

### Народилися
- Яків Войтюк (1894—1937) — український громадський і політичний діяч на Холмщині, посол до польського Сейму.